# Manguéni-Plateau
Das Manguéni-Plateau (französisch: Plateau de Manguéni) ist eine Hochebene in Niger.

## Geographie
Das Manguéni-Plateau liegt im äußersten Norden Nigers an der Grenze zu Algerien und Libyen. Es wird an den meisten Rändern von einer schroffen Geländestufe begrenzt, nur im Norden geht es direkt in die Sandwüste des Erg Murzuk über. Südlich, jenseits des Trockentals Achélouma, schließt das Djado-Plateau an. Administrativ gehört das Manguéni-Plateau zur Landgemeinde Djado. Es bildet eine typische Sahara-Hammada mit felsigem Boden und erreicht eine Höhe von 1054 m. Erdgeschichtlich wird das Manguéni-Plateau zum Paläozoikum gezählt. Wegen ihres Charakters als Niemandsland wird die Grenzregion rege von Schmugglern frequentiert.

## Geschichte
Felsbilder aus der Rinderzeit zeugen von einer früheren menschlichen Besiedlung. Die Hochebene hat eine lange Geschichte als Grenzregion, so als Pufferzone zwischen den Einflusssphären des Osmanischen Reichs mit Ghat im Norden und des Sultanats Kanem-Bornu im Süden. Unter Muammar al-Gaddafi erhob Libyen mehrmals Anspruch auf das Manguéni-Plateau.